# Hannes Kolehmainen

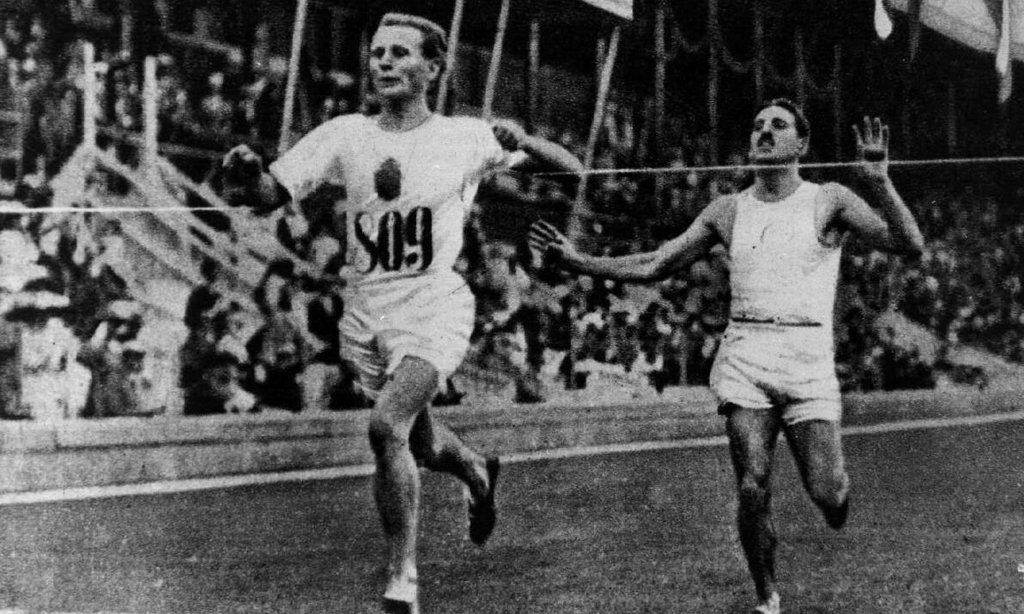
Kolehmainen verslaat Bouin tijdens de olympische finale van de 5000 m in Stockholm, 1912

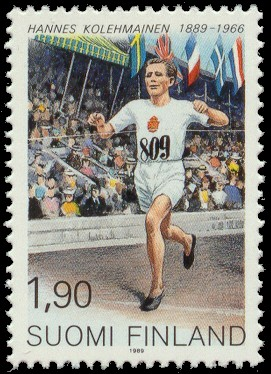
Postzegel met beeltenis van Hannes Kolehmainen, in 1989 uitgegeven ter herdenking van diens geboortedag, 100 jaar geleden.

Johannes Petteri (Hannes) Kolehmainen (Kuopio, 9 december 1889 – Helsinki, 11 januari 1966) was een Finse langeafstandsloper. Hij wordt gezien als de eerste van een generatie sterke Finse langeafstandslopers, die als de "Vliegende Finnen" worden aangeduid. Hij vestigde wereldrecords op verschillende afstanden en nam driemaal deel aan de Olympische Spelen, bij welke gelegenheden hij in totaal vijf medailles veroverde: viermaal goud en eenmaal zilver.

## Biografie

### Hardlopende langlaufers
Kolehmainen was afkomstig uit een zeer sportieve familie; zijn broers Willy en Tatu waren ook sterke langeafstandslopers. Van oorsprong waren de gebroeders Kolehmainen echter langlaufers, die gaandeweg de smaak te pakken kregen van het hardlopen. Hierbij dient opgemerkt dat het in het begin van de 20e eeuw in Finland niet gebruikelijk was om hard te lopen. Veel Finnen maakten lange wandeltochten; een hardloper werd al gauw beschouwd als iemand die overdreef en opgejaagd was. Geen enkel gezagsgetrouw persoon die goed bij zijn verstand was, hoefde zich zo te haasten. Het was beneden je waardigheid om je tempo te versnellen, alleen kinderen deden dat. De Kolehmainens wisten dit. Een trainingsrondje was dus ook een oefening in beheersing, in niet te hard hijgen, niet met de armen te zwaaien en totaal uitgeput te lijken. Als ze mensen tegenkwamen, moesten ze uitgebalanceerd en normaal overkomen, zodat mensen geen argwaan kregen. 
Daarbij kwam, dat de heersende opvatting was dat jonge mensen en volwassenen die gewoon konden werken, hun tijd en energie niet moesten verspillen met onproductieve bezigheden. 'Jullie zijn lui', kregen de hardlopers vaak te horen, want sport ging nu eenmaal ten koste van rust en veel andere dingen. Een man had al gauw een werkweek van zestig uur of meer, vaak met fysiek zwaar werk. Rusten en slapen waren dan toch de slimste dingen om te doen.
De drie jonge broers Kolehmainen zetten echter door, dwars tegen de heersende tijdgeest in. Wel liepen ze op verzoek van een nabijgelegen psychiatrisch ziekenhuis tijdens het hardlopen met een overjas en lange beenbescherming aan. Anders zouden zij tegemoetkomende mensen afschrikken, of de indruk wekken dat ze patiënten op de vlucht waren. In dat geval liepen ze het risico om aangehouden en gearresteerd te worden.

### Driemaal olympisch goud
De Kolehmainens startten hun atletiekloopbaan alle drie op de marathon. Hannes liep zijn eerste marathon in 1907, toen hij zeventien was. Hij finishte als derde. Tot en met 1909 liep hij in totaal acht marathons, waarbij hij in 1909 als beste tijd 2:42.59 liet noteren. Hierbij dient opgemerkt dat het parcours in Göteborg, waar hij op 6 september 1909 deze tijd realiseerde, 40,2 km mat. Na 1909 richtte hij zich echter op de baan en stopte Kolehmainen met het lopen van marathons.
Hannes Kolehmainen zette zichzelf voor het eerst op de internationale kaart door zijn overwinning op de 4 mijl tijdens de open Britse kampioenschappen in 1911. Hij was toen 21 jaar oud.
Een jaar later werd hij een ster, toen hij op de Olympische Spelen van 1912 in Stockholm drie gouden medailles won. De meest opvallende overwinning was die op de 5000 m. Tijdens deze wedstrijd vocht hij een heroïsch duel uit met de Fransman Jean Bouin. Nadat ze het grootste deel van de wedstrijd samen aan kop hadden gelegen, wist Kolehmainen de Fransman in de laatste meters voorbij te streven. Hij zette hiermee een wereldrecord van 14.36,7 neer, een verbetering van het oude record met dertig seconden. Verder won Kolehmainen ook nog de 10.000 m en het veldlopen, een onderdeel dat niet langer wordt gelopen op de Olympische Spelen. In het landenklassement voor teams legden de Finnen op dit onderdeel beslag op het zilver.
In die tijd maakte Finland deel uit van Rusland. Hoewel Finland met een eigen team aan de Spelen deelnam, werd bij de Finse overwinning van Kolehmainen toch de Russische vlag gehesen, al hadden de talrijke aanwezige Finnen op de tribunes hun held driftig toegezwaaid met de rode vlaggetjes met daarop het wapen van Finland, een vlag die door de Russen was verboden en niet officieel in het stadion wapperde. Kolehmainen ergerde zich kapot aan het hijsen van de Russische vlag terwijl hij op het podium stond en reageerde hierop naderhand met de opmerking, dat hij bijna wenste dat hij niet gewonnen had.

### Overstap naar de Verenigde Staten
Na de Spelen van Stockholm emigreerde Kolehmainen naar de Verenigde Staten, waar hij toetrad tot de Irish American Athletic Club in New York en naam maakte met het winnen van verschillende Amerikaanse titels en het lopen van vele recordraces. Blijkens een artikel in The New York Times in 1916 waren de Amerikanen al snel in de ban geraakt van de bescheiden Fin, vooral vanwege zijn soepele tred, die als 'een lust voor het oog' werd omschreven, zijn sterke finish en zijn gewoonte om zijn races altijd met een glimlach te beëindigen. Nooit leek hij na afloop uitgeput, ongeacht de lengte van de gelopen afstand. En dan te bedenken dat de Fin intussen in Manhattan zijn oorspronkelijke beroep van steenhouwer weer had opgepakt.
In Amerika bereidde Hannes Kolehmainen zich voor op nieuwe duels met Jean Bouin, maar die zouden er nooit komen. In Europa brandde de Eerste Wereldoorlog los en Bouin was op 29 september 1914 aan de Marne een van de eerste slachtoffers. Ook de Brit George Hutson, de nummer drie op de 5000 m van Stockholm, overleefde de oorlog niet. Kolehmainen bleef in Amerika echter ver verwijderd van het oorlogsgeweld. De Spelen van 1916 zouden hem ongetwijfeld nieuwe roem hebben gebracht. Hij moest echter wachten tot 1920.

### Olympisch kampioen marathon
Na de oorlog bleef Kolehmainen een atleet om rekening mee te houden, maar zijn specialiteit lag nu meer bij de langere afstanden, in het bijzonder de marathon. In 1917 had hij voor het eerst sinds 1909 weer een marathon gelopen, die van Boston, maar hij was er slechts vierde geworden. In 1920 won hij echter in juni een marathon in New York in 2:47.49,4. Voor de Amerikanen gold deze wedstrijd als olympische kwalificatierace, terwijl de in de Verenigde Staten wonende Finnen (Kolehmainen, Juho Tuomikoski en Ville Kyrönen) de gelegenheid aangrepen om er hun eigen olympische kwalificatie van te maken.
Op de eerste naoorlogse Spelen in Antwerpen liep Hannes Kolehmainen vervolgens soeverein naar het goud op dit onderdeel. Hoewel de Antwerpse marathon 42,750 km mat en daarmee de langste olympische marathon ooit was, liet de Fin er 2:32.35,8 noteren, een wereldrecord. Bovendien was hij ruim vier minuten sneller dan Kenneth McArthur, de olympische kampioen van 1912 in Stockholm. En dan te bedenken dat die toen een marathon had moeten lopen die 'slechts' 40,2 km mat. Overigens ondervond Kolehmainen in Antwerpen verrassend veel tegenstand van Jüri Lossmann. Deze Est had zich aanvankelijk koest gehouden, maar kwam in het tweede deel van de wedstrijd steeds sterker opzetten. Tegen de eindspurt van de verbazingwekkend taaie Kolehmainen bleek hij echter niet bestand. Lossmann kwam aan de finish 12,8 seconden tekort.
Na Antwerpen liep Kolehmainen geen marathons meer, maar richtte hij zijn aandacht op andere afstanden. Zo vestigde hij, na te zijn teruggekeerd naar zijn geboorteland, in oktober 1920 een wereldrecord op de 25 km in 1:26.29,8, een tijd die hij twee jaar later verbeterde tot 1:25.20,0. In 1922 vestigde hij met 1:47.13,4 ook een wereldrecord op de 30 km.
In 1924 wilde Kolehmainen echter nogmaals een poging doen op de marathon tijdens de Olympische Spelen van Parijs. Met een solo-run over 27 km in 1:35.00 wist hij de Finse selectieofficials van zijn vorm te overtuigen, maar die bleek in Parijs toch niet voldoende en deze keer slaagde hij er niet in te finishen.
In de jaren die volgden waagde Hannes Kolehmainen zich nog eenmaal aan een marathon. Op 17 juni 1928 nam hij deel aan een olympische kwalificatie-marathon in Kauhava. Weer moest hij onderweg uitstappen. Het was zijn allerlaatste wedstrijd.
Intussen was al in 1920 Paavo Nurmi opgestaan als een exponent van een nieuwe generatie van sterke Finse langeafstandslopers. Samen met Nurmi stak Kolehmainen de olympische vlam aan bij de Olympische Spelen van 1952 in Helsinki. Veertien jaar later overleed Kolehmainen in dezelfde stad.
In 2013 werd hij opgenomen in de IAAF Hall of Fame.

## Titels
- Olympisch kampioen 5000 m - 1912
- Olympisch kampioen 10.000 m - 1912
- Olympisch kampioen veldlopen - 1912
- Olympisch kampioen marathon - 1920
- Amerikaans kampioen 5 Eng. mijl - 1912, 1913, 1915
- Amerikaans kampioen 10 Eng. mijl - 1913, 1914, 1915, 1916
- Amerikaans kampioen veldlopen - 1914
- Brits (AAA-)kampioen 4 Eng. mijl - 1911

## Persoonlijke records
Baan
| Onderdeel | Prestatie       | Datum        | Plaats    |
| --------- | --------------- | ------------ | --------- |
| 1500 m    | 4.08,7          | 25 mei 1911  | Helsinki  |
| 3000 m    | 8.36,9 (ex-WR)  | 17 juli 1912 | Stockholm |
| 5000 m    | 14.36,6 (ex-WR) | 10 juli 1912 | Stockholm |
| 10.000 m  | 31.20,8         | 8 juli 1912  | Stockholm |
| 20.000 m  | 1:07.40,2       | 15 mei 1913  | Helsinki  |

Weg
| Onderdeel | Prestatie         | Datum            | Plaats    |
| --------- | ----------------- | ---------------- | --------- |
| 25 km     | 1:25.20,0 (ex-WR) | 22 juni 1922     | Tampere   |
| 30 km     | 1:47.13,4 (ex-WR) | 1 oktober 1922   | Viipuri   |
| marathon  | 2:32.35 (ex-WR)   | 22 augustus 1920 | Antwerpen |

## Palmares

### 5000 m
- 1912:  OS - 14.36,6

### 4 Eng. mijl
- 1911:  Britse (AAA-)kamp. - 20.03,6

### 5 Eng. mijl
- 1912:  Amerikaanse kamp. - 25.43,4
- 1913:  Amerikaanse kamp. - 26.10,6
- 1915:  Amerikaanse kamp. - 25.50,8

### 10.000 m
- 1912:  OS - 31.20,8

### 10 Eng. mijl
- 1913:  Amerikaanse kamp. - 51.03,4
- 1914:  Amerikaanse kamp. - 52.47,6
- 1915:  Amerikaanse kamp. - 53.32,2
- 1916:  Amerikaanse kamp. - 52.50,8

### veldlopen
- 1912:  OS (8000 m) - 45.11,6
- 1912:  OS Landenteams - 11 p
- 1914:  Amerikaanse kamp.

### marathon
- 1907:  marathon van Viipuri - 3:06.19
- 1907:  marathon van Helsinki - 2:57.25,4
- 1908: 4e marathon van Viipuri - 2:52.36
- 1909: 4e marathon van Helsinki - 3:12.19,4
- 1909:  marathon van Hanko - 3:10.31,4
- 1917: 4e Boston Marathon - 2:31.58 (te kort parcours)
- 1920:  marathon van New York - 2:47.49,4
- 1920:  OS in Antwerpen - 2:32.35,8
- 1924: DNF OS in Parijs

## Onderscheidingen
- IAAF Hall of Fame - 2013

1912: Hannes Kolehmainen ·
1920: Joseph Guillemot ·
1924: Paavo Nurmi ·
1928: Ville Ritola ·
1932: Lauri Lehtinen ·
1936: Gunnar Höckert ·
1948: Gaston Reiff ·
1952: Emil Zátopek ·
1956: Vladimir Koets ·
1960: Murray Halberg ·
1964: Bob Schul ·
1968: Mohammed Gammoudi ·
1972: Lasse Virén ·
1976: Lasse Virén ·
1980: Miruts Yifter ·
1984: Saïd Aouita ·
1988: John Ngugi ·
1992: Dieter Baumann ·
1996: Vénuste Niyongabo ·
2000: Millon Wolde ·
2004: Hicham El Guerrouj ·
2008: Kenenisa Bekele ·
2012: Mo Farah ·
2016: Mo Farah ·
2020: Joshua Cheptegei ·
2024: Jakob Ingebrigtsen
1912: Hannes Kolehmainen ·
1920: Paavo Nurmi ·
1924: Ville Ritola ·
1928: Paavo Nurmi ·
1932: Janusz Kusociński ·
1936: Ilmari Salminen ·
1948: Emil Zátopek ·
1952: Emil Zátopek ·
1956: Vladimir Koets ·
1960: Pjotr Bolotnikov ·
1964: Billy Mills ·
1968: Naftali Temu ·
1972: Lasse Virén ·
1976: Lasse Virén ·
1980: Miruts Yifter ·
1984: Alberto Cova ·
1988: Brahim Boutayeb ·
1992: Khalid Skah ·
1996: Haile Gebrselassie ·
2000: Haile Gebrselassie ·
2004: Kenenisa Bekele ·
2008: Kenenisa Bekele ·
2012: Mo Farah ·
2016: Mo Farah ·
2020: Selemon Barega ·
2024: Joshua Cheptegei
1896: Spiridon Louis ·
1900: Michel Théato ·
1904: Thomas J. Hicks ·
1908: John Hayes ·
1912: Kenneth McArthur ·
1920: Hannes Kolehmainen ·
1924: Albin Stenroos ·
1928: Ahmed Boughéra El Ouafi ·
1932: Juan Carlos Zabala ·
1936: Sohn Kee-chung ·
1948: Delfo Cabrera ·
1952: Emil Zátopek ·
1956: Alain Mimoun ·
1960: Abebe Bikila ·
1964: Abebe Bikila ·
1968: Mamo Wolde ·
1972: Frank Shorter ·
1976: Waldemar Cierpinski ·
1980: Waldemar Cierpinski ·
1984: Carlos Lopes ·
1988: Gelindo Bordin ·
1992: Hwang Young-cho ·
1996: Josia Thugwane ·
2000: Gezahegne Abera ·
2004: Stefano Baldini ·
2008: Samuel Wanjiru ·
2012: Stephen Kiprotich ·
2016: Eliud Kipchoge ·
2020: Eliud Kipchoge ·
2024: Tamirat Tola
1912: Hannes Kolehmainen ·
1920: Paavo Nurmi ·
1924: Paavo Nurmi
- Bibliothèque nationale de France: cb14975828h (data)
- Gemeinsame Normdatei: 1041958048
- World Athletics: 14563199
- International Standard Name Identifier: 0000 0004 1887 3037
- Virtual International Authority File: 305306900
- WorldCat: E39PBJdrMftCBg6tVtCtxD9MT3